# День Сенеки
«День Сенеки» (лит. Senekos diena) — міжнародно-спродюсований драматичний фільм, знятий Крістійонасом Вілджюнасом. Прем'єра стрічки в Естонії відбулась 26 серпня 2016 року. Фільм розповідає про трьох друзів-підлітків на тлі розпаду СРСР, які віддалилися один від одного через любовний трикутник. Через 25 років вони згадують своє спільне минуле.
Фільм був висунутий Литвою на премію «Оскар» за найкращий фільм іноземною мовою.

## У ролях
- Іна-Марія Бертаре
- Дайнюс Гавеноніс
- Ельжбета Латенайте
- Майт Мальмстен
- Маріюс Мазунас